# 오스만 1세
오스만 1세(오스만 튀르크어: عثمان بن أرطغرل, 튀르키예어: I. Osman)는 오스만 제국을 건국한 초대 군주이다. 오스만 1세는 에르투룰의 아들이자 쉴레이만 샤의 손자라 알려져 있다. 오스만 1세는 대개 오스만 제국의 시조로 인정된다.

## 가문
오스만 제국의 역사 서술 전통에 따르면, 오스만의 가문은 오우즈 투르크의 일파인 카이으 부족의 후예이며, 오스만의 아버지 에르투룰은 쇠위트 인근에서 그가 가진 작은 부족들을 모아 세력을 형성했다. 오스만의 할아버지인 쉴레이만 샤가 실존 인물인지는 알기 어려우나, 오스만 1세가 발행한 동전에 에르투룰의 이름이 새겨져 있음으로, 에르투룰의 존재는 쉴레이만 샤의 존재 유무에 비해 상대적으로 확실하다.

## 이름

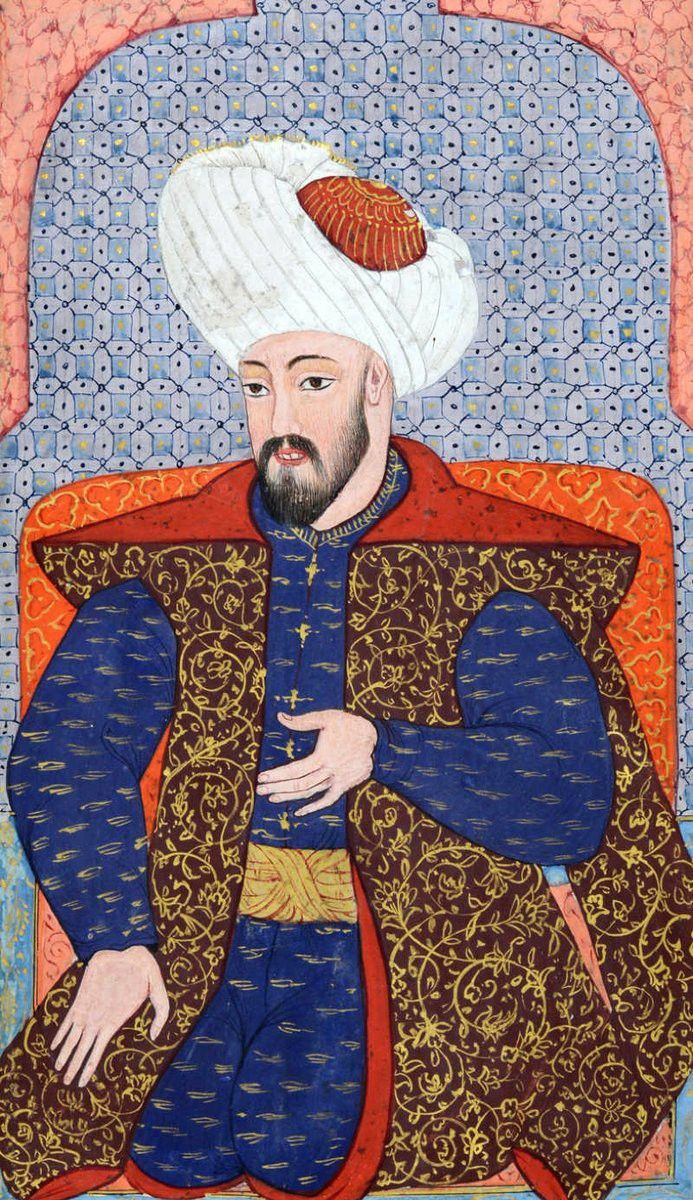
오스만 1세

동로마 제국의 역사가 게오르기우스 파키메레스는 오스만 1세를 튀르크식 이름인 아트만이라 불렀다. 때문에 어떤 학자들은 오스만 1세의 실제 이름은 아트만이며, 그의 후예들이 왕조의 권위를 위해 유서깊은 아랍어식 이름인 오스만을 붙였다고 추측한다.

## 생애
오스만이 언제 태어났는지는 알려져 있지 않다. 오스만은 그의 아버지, 에르투룰이 죽은 뒤에 그의 지위를 계승했다고 전해진다. 보통 1299년에 오스만이 오스만 제국을 세웠다고 전해진다. 하지만 캐롤라인 핀켈에 의하면 이는 실제와는 거리가 있다. 그는 1299년이 회력으로 699년에서 700년 사이의 기간임으로, 특히 상서로운 해로 생각되었다는 것이다. 다만 1300년 이전의 오스만은 그저 사카리야 지역에서 활동하는 여러 튀르크멘 지도자들 가운데 한 명일 따름이었다는 점은 확실하다.
13세기 말, 사카리야 지역의 튀르크멘 부족들은 대개 카스타모누 공국의 종주권 아래에 있었다. 카스타모누 공국은 본래 동로마 제국과 적대적 관계에 있었으나, 1290년대에는 평화적인 관계를 수립했었다. 그러나 오스만은 카스타모누 공국의 정책을 거부하고 동로마 제국에 대한 약탈을 계속하였으며, 이에 카스타모누 공국은 오스만과의 관계를 끊어버렸다. 이에 사카리야 지역의 튀르크멘 약탈자들은 오스만의 깃발 아래로 모여들었다.
1301년, 오스만의 세력은 이제 에스키셰히르에서 이즈니크와 부르사의 평원에 이르렀었다. 오스만이 이즈니크를 위협하기 시작하자, 동로마 제국 역시 오스만을 주요한 베이 중 한명으로 인식하기 시작했다. 제국은 오스만에 대항하는 이즈니크를 구원하기 위해 2천여 명의 군대를 파견했다. 오스만은 바파에온에 매복하여 이 군세를 격파했다. 전설에 따르면, 이 승리를 알게 된 룸 술탄국이 오스만을 베이로 임명했다. 그러나, 파키메레스에 따르면, 오스만은 이러한 성공에도 불구하고 이즈니크와 같은 대도시들은 정복하지 못했다.
오스만은 그의 아들이자 후계자인 오르한이 부스라를 정복한 직후인 1326년 4월 6일에 죽었다고 전해진다. 그러나 오르한이 1324년 3월에 이미 자신의 투으라로 와크프 증서를 발행한 것으로 보아, 이 이전에 오르한이 군주권을 승계하였거나, 어쩌면 오스만의 죽음 자체가 이 이전에 일어난 일일 가능성도 존재한다.

## 가족 관계
1. 오르한 1세
2. 알리 파샤 또는 알라 알딘 파샤

《익명의 연대기》나 오루츠, 아식 파샤자데의 기록에 따르면, 오스만의 아들은 오르한과 알리 파샤(또는 알라 알딘 파샤), 두 사람이다. 그러나 알리 파샤는 가상의 인물로 추측된다.
1324년에 쓰여진 와크프 증서에 따르면, 오스만에게는 오르한 이외에도 초반, 하미드, 멜릭, 파자를루, 파트마 하툰이라는 자식들이 있었다. 아내로는 외메르 벡의 딸인 말하툰이 있었는데, 그녀 역시 앞에서 언급한 와크프 증서에 이름을 올렸다. 그러나 아식 파샤 자데는 오스만에게는 말하툰 외에도 전설적인 데르비쉬 에데발리의 딸, 말훈이라는 아내 또한 있었다고 주장하는 한편, 말하툰은 오스만이 가장 사랑한 여인이라고 기록했다.